# Herb Białej
Herb Białej – jeden z symboli miasta Biała i gminy Biała w postaci herbu, przyjęty przez Radę Miejską 22 lipca 2015.

## Wygląd i symbolika
Herb Białej przedstawia w polu czerwonym pięciorzędowy mur ceglany srebrny z sześcioblankowym krenelażem i srebrną basztę z bramą zwieńczoną czteroblankowym krenelażem oddzielonym wąskim gzymsem. W bramie opuszczona niemal do połowy czarna brona z pięciu belek trzech pionowych i dwóch poziomych, a nad nią, na ścianie wieży, wczesnogotycka tarcza typu francuskiego, dwudzielna w słup, z czerwonym polem prawym i srebrnym polem lewym, na której dwie stykające się barkami podkowy w pas – srebrna na polu czerwonym i czerwona na polu srebrnym (herb rodziny Pruszkowskich).

## Historia
Według polskich i niemieckich heraldyków, Biała otrzymała herb na mocy przywileju herbowego w 1564 sygnowanego przez cesarza Ferdynanda I Habsburga. Herb wykazywał ścisły związek z rodziną Pruszkowskich, która w 1564 weszła w posiadanie Białej. Najstarszym znanym barwnym wizerunkiem herbu miasta jest litografia autorstwa Theodora Wendischa z drugiej połowy XIX wieku. Przedstawiał tarczę o renesansowym kroju, którą od góry zdobiła corona muralis oraz labry, a od dołu przewiązany wstążką półwieniec spleciony z liści dębowych i oliwnych. W czerwonym polu tarczy znajdował się srebrny mur, wzniesiony z ośmiu rzędów cegieł, z otwartą bramą i dwoma oknami strzelniczymi po bokach bramy. Na wieży obronnej z czterema blankami umieszczony był herb Pruszkowskich.
Obecna forma herbu została przyjęta przez Radę Miejską 22 lipca 2015.

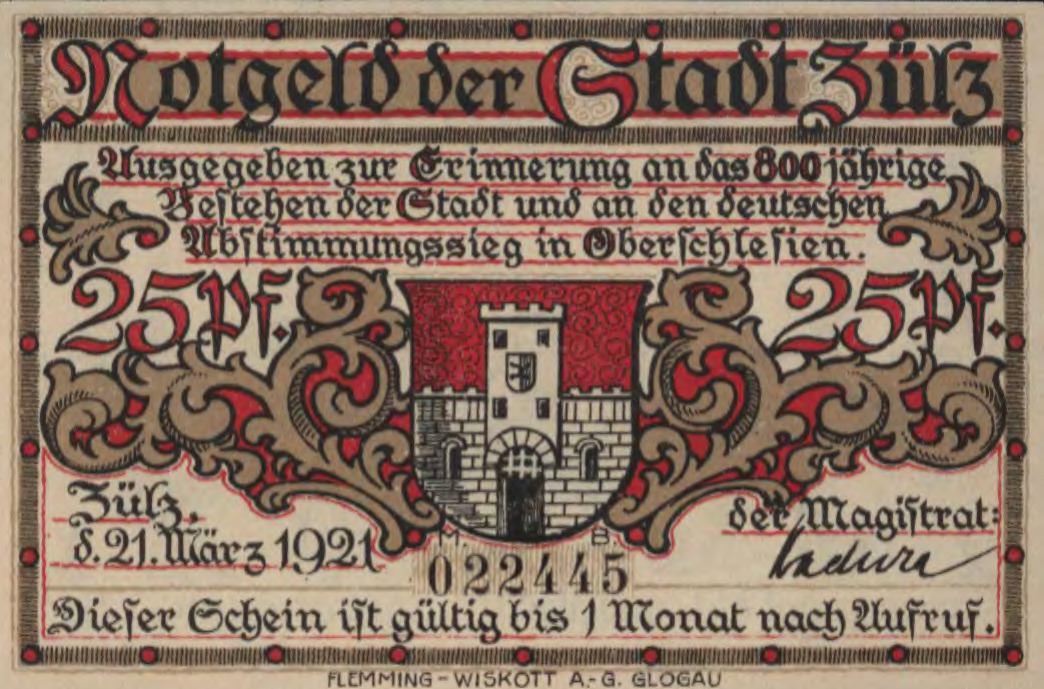
Herb Białej na notgeldzie z 1921
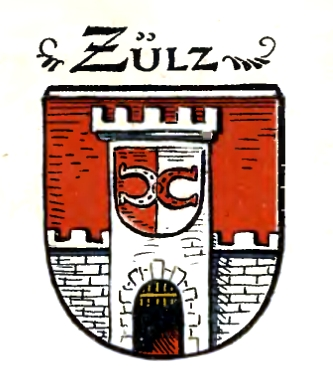
Herb Białej autorstwa Otto Huppa
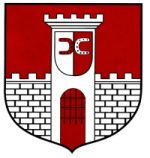
Herb Białej używany do 2015